# Gerd Wimmer
Gerd Wimmer (* 9. Jänner 1977 in Laa an der Thaya) ist ein ehemaliger österreichischer Fußballer.

## Karriere
Wimmers erste Station war sein Stamm- und Heimatklub SV Laa an der Thaya. Über Laa an der Thaya ging es dann zum ersten Profiklub SK Sturm Graz. Wimmer wurde unter Ivica Osim immer wieder mit Kurzeinsätzen für die österreichische Bundesliga tauglich gemacht. 1995 zog es ihn das erste Mal in die Südstadt zu VfB Admira Wacker Mödling. Nach zwei Jahren bei der grauen Maus verpflichtete ihn Rapid Wien 1997. 2000 kam dann seine erste Station im Ausland. Er spielte bei Eintracht Frankfurt unter anderem bei Trainern wie Felix Magath. 2002 ging es weiter nordwärts zu Hansa Rostock. Nach zwei Jahren im hohen Norden Deutschlands wechselte Wimmer im Jänner 2004 zu Rot-Weiß Oberhausen. In der Saison 2005/2006 spielte er wieder bei VfB Admira Wacker Mödling. Nach nur einem Jahr bei der Admira unterschrieb Wimmer einen äußerst leistungsbezogenen Ein-Jahres-Vertrag beim FK Austria Wien. Da er sich aber in der ersten Mannschaft der Austria nicht durchsetzen konnte, spielte er bis zu seinem Rücktritt 2008 bei den Amateuren.
Wimmer spielte fünf Mal im österreichischen Nationalteam. Sein Debüt gab er am 18. August 1999 beim 0:0 gegen Schweden in Malmö. Am 18. April 2006 wurde der 29-Jährige Heißsporn zu der Rekordstrafe von zwölf Spielen Sperre verurteilt, nachdem er den Co-Trainer von Wacker Tirol Klaus Vogler nach dem Spiel attackiert hatte.